# FK Partizani B
El KF Partizani B es un equipo de fútbol de Albania que juega en la Kategoria e Dytë, la tercera división de fútbol en el país.

## Historia
Fue fundado el 3 de octubre de 1948 en la capital Tirana, aunque sus orígenes datan del año 1948, cuando comenzaron con una reforma en el fútbol de Albania en la que surgió la segunda categoría, aunque su primera temporada fue cancelada por la intervención de la Unión Soviética en territorio albano y que se jugara el fútbol bajo sus reglas.
Fue hasta la temporada 2003 que retornó el club de un modo invisible debido a que el KF Partizani disfrazó al FC Nacional Tiranë, equipo de la segunda categoría, como un equipo filial, aunque esto solo lo hicieron el la temporada 2003/04.
El club logró el ascenso a la segunda categoría al vencer al KS Sopoti en el playoff de ascenso el 19 de mayo de 2016 y jugar en la segunda categoría por primera vez como un club oficial.

## Palmarés
- Kategoria e Tretë: 1

2012/13